# Věda udržitelnosti
Věda udržitelnosti, či věda o udržitelnosti je vědecká disciplína, která vznikla na počátku 21. století, zabývající se výzkumem, vývojem a implementací udržitelnosti a udržitelného rozvoje na lokální, regionální, národní a globální úrovni a v praxi (vzdělání, management, atd.).
Věda udržitelnosti se soustředí na zkoumání interakcí mezi člověkem, životním prostředím a konstruovanými systémy za účelem chápat a přispět k řešení komplexních problémů, které ohrožují budoucnost lidstva a integritu systémů, jež podporují život na Zemi, jako jsou současná klimatická změna, ztráta biologické diverzity, znečištění, environmentální degradace.
Věda o udržitelnosti, stejně jako samotná udržitelnost, odvozuje určitý podnět z koncepcí udržitelného rozvoje a environmentalistiky. Věda o udržitelnosti poskytuje kritický rámec pro udržitelnost zatímco měření udržitelnosti poskytuje kvantitativní údaje založené na důkazech potřebné k vedení správy udržitelnosti.
Témata, která se objevují a jsou řešena v literatuře vědy o udržitelnosti jsou strukturování znalostí, koordinace dat a interdisciplinární přístupy.

## Další čtení
- Bernd Kasemir, Jill Jager, Carlo C. Jaeger, and Matthew T. Gardner (eds) (2003). Public participation in sustainability science, a handbook. Cambridge University Press, Cambridge. ISBN 978-0-521-52144-4
- Kajikawa Yuya (2008), "Research core and framework of sustainability science", Sustainability Science, n° 3, pp. 215–239, Springer DOI 10.1007/s11625-008-0053-1
- Kates, Robert W., ed. (2010). Readings in Sustainability Science and Technology. CID Working Paper No. 213. Center for International Development, Harvard University. Cambridge, MA: Harvard University, December 2010. Abstract Archivováno 7. 7. 2017 na Wayback Machine. and PDF file[nedostupný zdroj] available on the Harvard Kennedy School website
- Jackson, T. (2009), "Prosperity Without Growth: Economics for a Final Planet." London: Earthscan
- Brown, Halina Szejnwald (2012). "Sustainability Science Needs to Include Sustainable Consumption." Environment: Science and Policy for Sustainable Development 54: 20-25